# Alfréd Jindra
Alfréd Jindra (Praga, 31 marzo 1930 – Praga, 7 maggio 2006) è stato un canoista cecoslovacco.

## Palmarès

### Olimpiadi
- Bronzo a Helsinki 1952 nel C1 10000 metri.